# Rojo indio
Rojo indio o rojo óxido es un color rojo oscuro y poco saturado, cuyo referente es el pigmento fabricado con óxido de hierro (fórmula Fe2O3). Ha sido usado ampliamente en la India, donde se obtiene de los óxidos naturales de la tierra roja (tierra tipo laterita). Es uno de los primeros pigmentos permanentes, fue usado desde la prehistoria y luego en diferentes culturas, siendo también muy apreciado por los pintores.
A diferencia de la tierra amarilla o la tierra marrón, la tierra roja contiene óxido de hierro químicamente deshidratado. Mientras más puro sea el óxido de hierro, más intenso será el tono rojo característico. Por ello se puede obtener ocre rojo a partir del ocre amarillo por calentamiento a 250 °C.

## Sinónimos y términos relacionados
Términos como rojo indio, al igual que otros términos, son alusivos tanto al color como al pigmento. Otros pigmentos elaborados con óxido de hierro, como el que se encuentra en la hematita o en la tierra roja, pueden considerarse colores similares o sinónimos, tales como: 

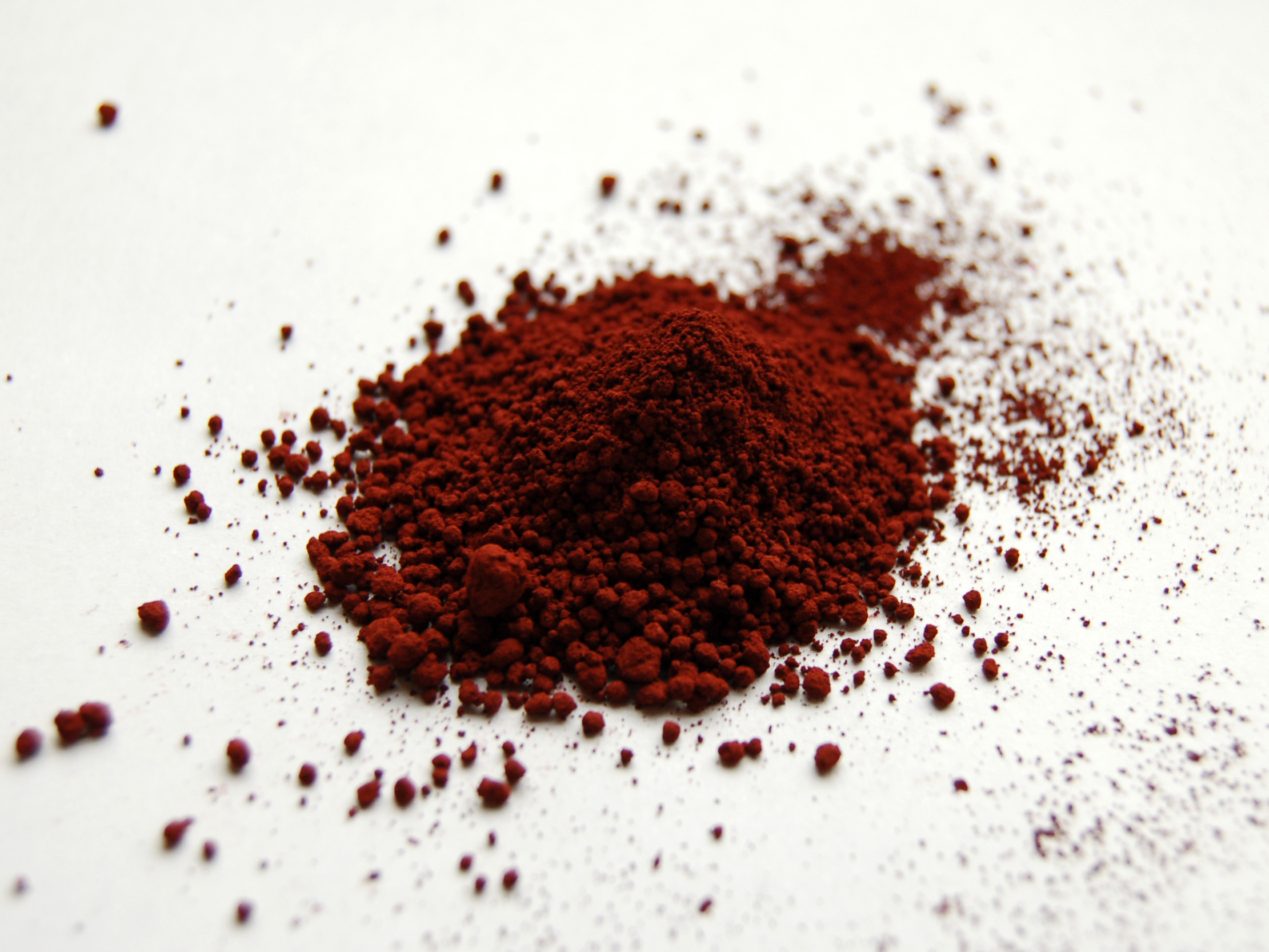
El pigmento óxido férrico (Fe III) tiene muchas denominaciones.

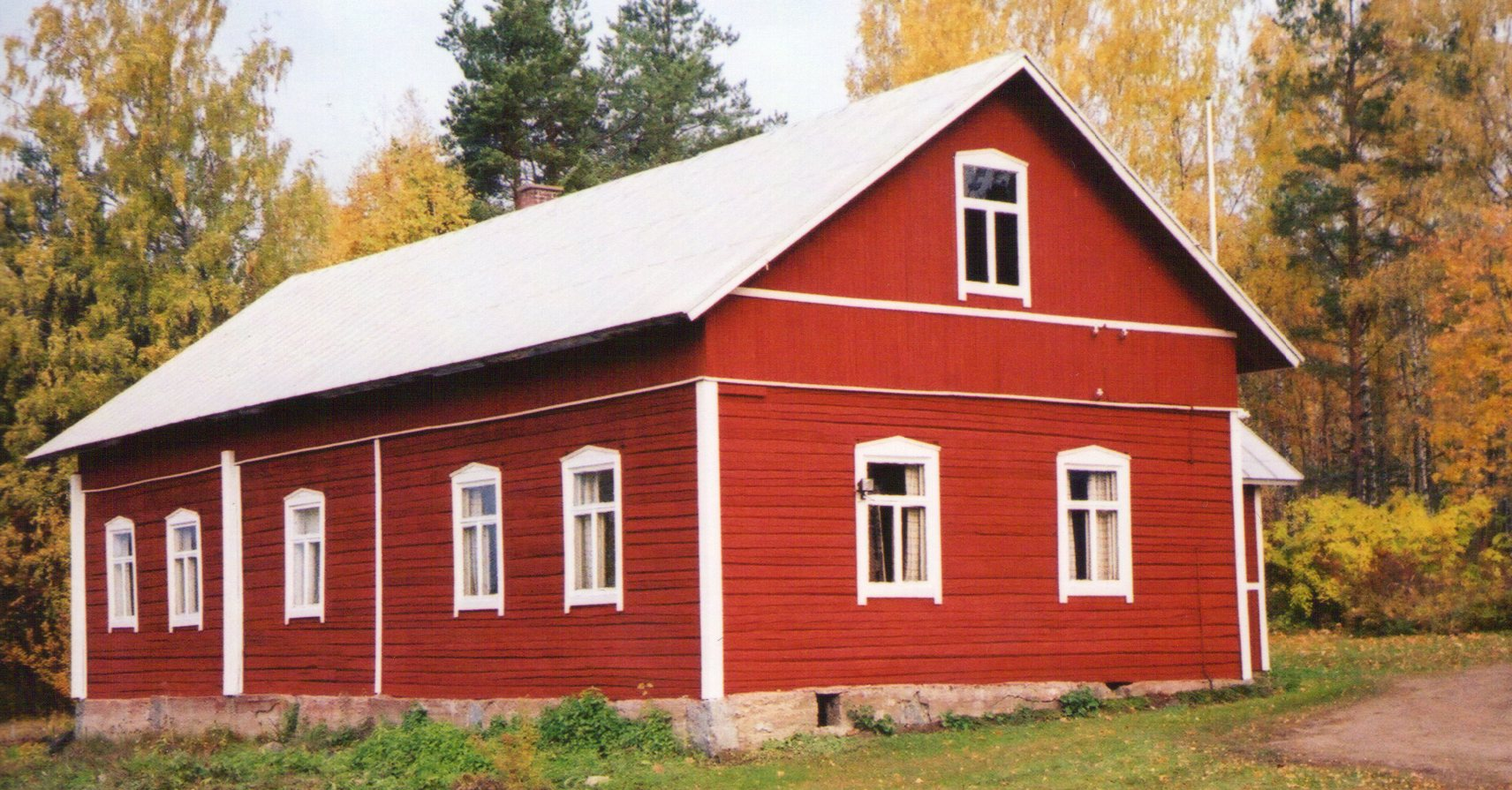
En Suecia y Finlandia, la pintura de ocre rojo tostado se le llama rojo de Falun.

- almagre, almagra, almánguena o almazarrón, términos de origen árabe alusivos a la tierra roja
- bolo rojo
- calavera o cabeza de muerto, términos que derivan de Caput Mortuum o caput mortem, usado por alquimistas
- hematita roja, hematites roja o tiza de hematita
- herrumbre, herrín, orín o robín, nombres relativos al fierro oxidado
- kobe
- lápiz rojo o tiza roja
- ocre rojo pigmento de tierra roja, puede ser natural o ser ocre rojo tostado si se obtiene por calcinación
- oligisto
- púrpura cardenal
- rojo de Baltimore
- rojo ercolano, proviene de Italia antigua, es más claro
- rojo de Falun, de origen sueco
- rojo español, de hematita
- rojo inglés, es sintético
- rojo de Andrinópoli
- rojo de Marte o violeta de Marte
- rojo de Nápoles
- rojo óxido o rojo de óxido de hierro o simplemente óxido
- rojo persa, antiguo vidriado
- rojo de Pompeya
- rojo de Pozzuoli
- rojo toscano, de uso industrial
- rojo turco
- rojo veneciano, de la Venecia antigua
- siena tostada o tierra de siena tostada
- sinopia, usado desde la antigüedad hasta el renacimiento
- tierra de Treviso
- violeta de hematita o violeta de marte

## Uso en la pintura
Uso pictórico desde la prehistoria y antigüedad. Por su resistencia a la luz es muy apreciado en la pintura y es considerado un color básico para acuarelistas y pintores al óleo. Fue utilizado por grandes maestros como Rembrandt y Miguel Ángel. De uso frecuente entre los siglos XV y XVIII, su síntesis a partir del siglo XVIII permitió un color más uniforme. En la actualidad tiene amplio uso en la pintura decorativa para todo tipo de áreas, la cual es apreciada por ser permanente, adhesiva y anticorrosiva (epóxica).

## Rojo indio y otros pigmentos basados en el óxido de hierro
| Nombre                | Muestra | Cod. Hex. | RGB | RGB | RGB | HSV  | HSV | HSV |
| --------------------- | ------- | --------- | --- | --- | --- | ---- | --- | --- |
| Almagre               |         | #DC2339   | 220 | 35  | 57  | 353° | 84% | 86% |
| Hematita roja         |         | #D4442F   | 212 | 68  | 47  | 8°   | 78% | 83% |
| Rojo persa            |         | #CB1D11   | 203 | 29  | 17  | 4°   | 92% | 80% |
| Rojo indio (acuarela) |         | #AA5B56   | 170 | 91  | 86  | 4°   | 49% | 67% |
| Rojo inglés           |         | #AB4E52   | 171 | 78  | 82  | 357° | 54% | 67% |
| Herrumbre             |         | #A2522B   | 162 | 82  | 43  | 20°  | 73% | 64% |
| Rojo de Falun         |         | #A54332   | 165 | 67  | 50  | 9°   | 70% | 65% |
| Rojo indio (hematita) |         | #924D3E   | 146 | 77  | 62  | 11°  | 58% | 57% |
| Siena tostada         |         | #8E372E   | 142 | 55  | 46  | 6°   | 68% | 56% |
| Tierra de Treviso     |         | #823A3F   | 130 | 58  | 63  | 356° | 55% | 51% |
| Ocre rojo             |         | #7D3F32   | 125 | 63  | 50  | 10°  | 60% | 49% |
| Rojo indio (óleo)     |         | #7C3232   | 124 | 50  | 50  | 0°   | 60% | 49% |
| Rojo toscano          |         | #79443B   | 121 | 68  | 59  | 9°   | 51% | 47% |
| Rojo de Venecia       |         | #6E433C   | 110 | 67  | 60  | 8°   | 45% | 43% |
| Rojo óxido (RAL)      |         | #642424   | 100 | 36  | 36  | 0°   | 64% | 39% |

## Colores web
Color web específico:
|           | IndianRed        |
| HTML      | #CD5C5C          |
| RGB       | (205, 92, 92)    |
| HSV       | (0°, 55 %, 80 %) |
| Protocolo | X11              |

Colores web similares
| Nombre     | Muestra | Cod. Hex. | RGB | RGB | RGB | HSV | HSV  | HSV |
| ---------- | ------- | --------- | --- | --- | --- | --- | ---- | --- |
| FireBrick  |         | #B22222   | 178 | 34  | 34  | 0°  | 81%  | 70% |
| Brown X11  |         | #A52A2A   | 165 | 42  | 42  | 0°  | 75%  | 65% |
| Brown HTLM |         | #7F0000   | 127 | 0   | 0   | 0°  | 100% | 50% |

## Galería

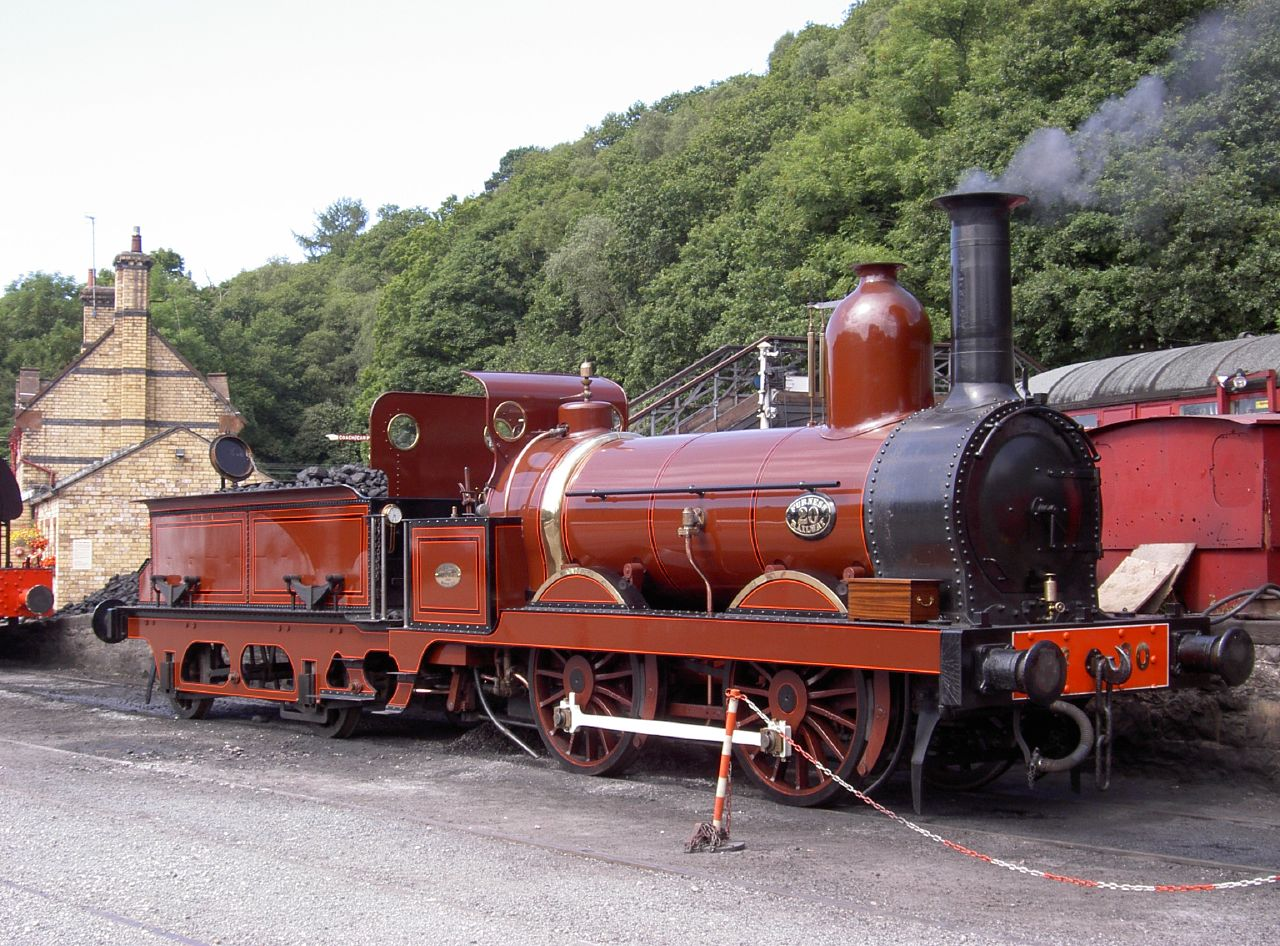
Locomotora británica de fines del siglo XIX.
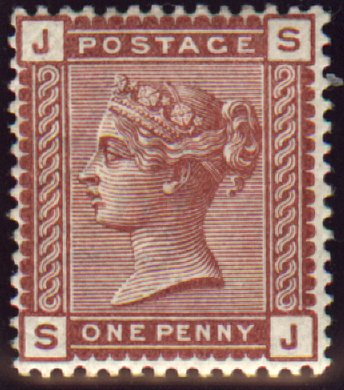
Estampilla del penique rojo veneciano de 1880.
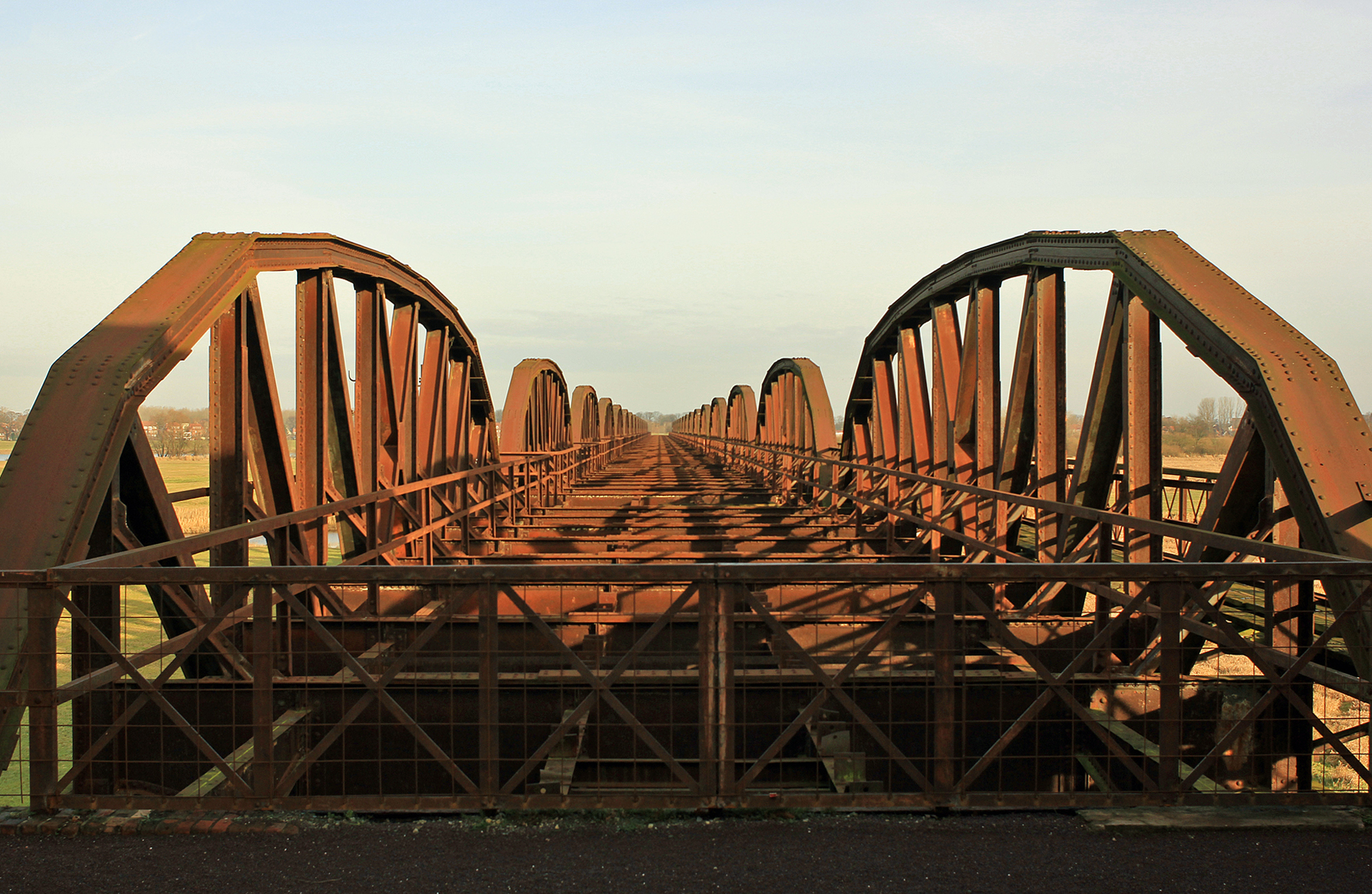
Color del fierro oxidado (puente dañado en la II guerra mundial)
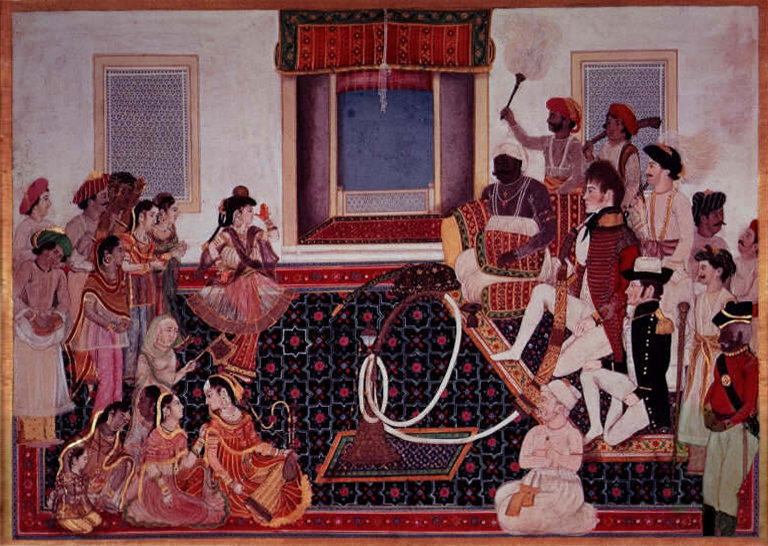
Acuarela india de 1820.
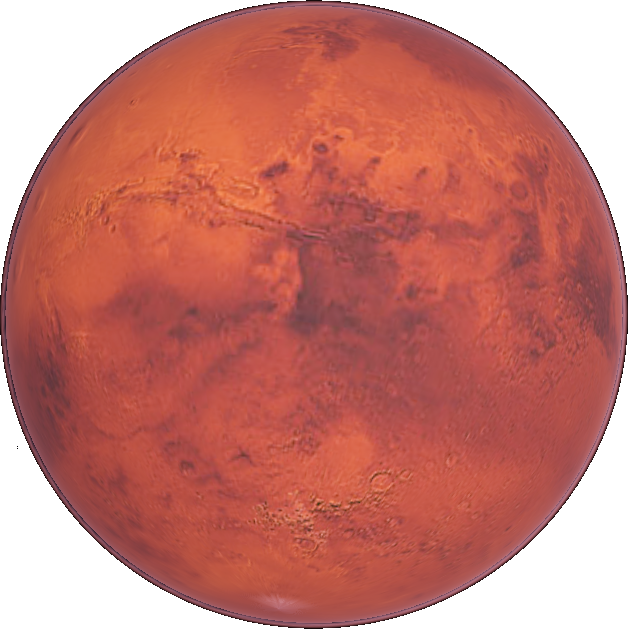
Marte, el planeta rojo, el óxido de hierro domina su superficie.